# Jara Lake
Jara Lake är en sjö i Bolivia.   Den ligger i departementet Beni, i den norra delen av landet, 600 km norr om huvudstaden Sucre. Jara Lake ligger 145 meter över havet. Arean är 16,5 kvadratkilometer. Den sträcker sig 7,0 kilometer i nord-sydlig riktning, och 6,4 kilometer i öst-västlig riktning.
I omgivningarna runt Jara Lake växer i huvudsak städsegrön lövskog. Trakten runt Jara Lake är nära nog obefolkad, med mindre än två invånare per kvadratkilometer.